# Sant’Andréa-d’Orcino
Sant’Andréa-d’Orcino település Franciaországban, Corse-du-Sud megyében. Lakosainak száma 141 fő (2022. január 1.). Sant’Andréa-d’Orcino Calcatoggio, Cannelle, Casaglione és Valle-di-Mezzana községekkel határos.

## Népesség
A település népessége az elmúlt években az alábbi módon változott:
| Lakosok száma | 103  | 76   | 69   | 74   | 75   | 97   | 110  | 116  | 125  | 141  |
|               | 1968 | 1982 | 1990 | 2006 | 2013 | 2015 | 2017 | 2019 | 2020 | 2022 |